# 梓水苑

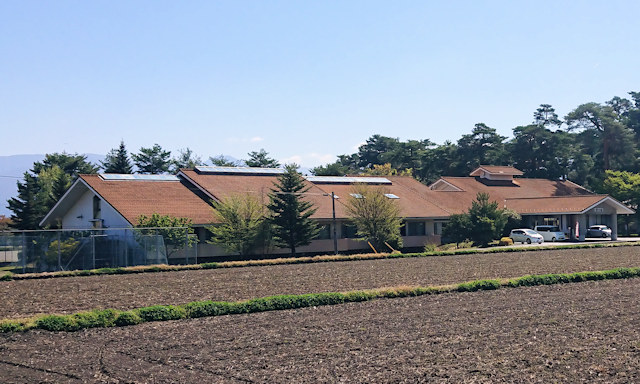

梓水苑（しすいえん）は、長野県松本市にある交流宿泊施設。
敷地内に併設されている松香寮（しょうこうりょう）は、戦時中に修練道場として設けられ、戦後も小中学生の訓練施設として用いられていたが、後に建て替えられて一般利用可能な地域休養施設の位置付けとなった。梓水苑は1993年（平成5年）に同じ敷地に開設された宿泊施設で、一体で運営されている。

## 沿革
1943年（昭和18年）、長野県南安曇郡倭村、梓川沿いの南大妻で国民学校の修練道場建設が進められた。建物は南大妻地内で伝染病患者の隔離に用いられていた病院を移築して建設することになった。村民の奉仕のもと、施設は1944年（昭和19年）8月に完成、暁烏敏によって松香寮と名付けられた。寮の南側にはプールも作られた。9月には高等科生が2泊3日で宿泊訓練を行い、これが最初の使用だったと言われている。しかし1945年（昭和20年）には敗戦により使用されなかった。
1946年（昭和21年）に使用は再開され、児童の日帰りや宿泊による訓練に用いられた。しかしプールは梓川の水を直接取り込んでいたため土砂が流入するなどの問題があり、1955年（昭和30年）には使用されなくなった。
1955年4月に倭村は梓村と合併して梓川村となり、1971年（昭和46年）には倭小学校も梓小学校と統合され梓川小学校となった。統合後の梓川小学校も松香寮を使用してきたが、老朽化のため1985年（昭和60年）8月に取り壊された。翌月から跡地に新松香寮の建設が進められ、1986年（昭和61年）8月に完成した。新松香寮は引き続き児童の訓練目的にも使用されたものの、地域休養施設に位置付けを変えた。
後にレジャー施設建設が各地でブームとなり、梓川村でも宿泊が可能な休養施設を求める声が高まった。施設を共用できる松香寮への併設が適切と意見がまとまり、1993年9月に交流宿泊施設が完成、村名の梓と川の流れにちなんで梓水苑と名付けられた。